# مان‌مت (کالیفرنیا)
مان‌مت (به انگلیسی: Monmouth) یک منطقهٔ مسکونی در ایالات متحده آمریکا است که در شهرستان فرسنو، کالیفرنیا واقع شده‌است. مان‌مت ۰٫۷۹۸ کیلومتر مربع مساحت و ۱۵۲ نفر جمعیت دارد و ۸۴ متر بالاتر از سطح دریا واقع شده‌است.